# 朱勛溱
沁源康僖王朱勛溱（1472年—1542年），明朝沁源榮靖王朱詮鍾嫡長子，明朝第四代沁源王。
《明史》將其姓名誤記為「朱勛湊」。

## 生平
成化十四年（1478年）賜名。
弘治五年（1492年）封沁源長子。
正德十一年（1516年），明武宗遣英國公張崙等為正使，工科給事中翟瓚等為副使，持節冊封朱勛溱為沁源王。
嘉靖二十一年（1542年）去世。嘉靖二十四年（1545年）十二月其長孫朱恬煒即位。

## 家庭
- 妻：陳氏，正德十一年（1516年）封沁源王妃[5]

### 子孫
- 嫡長子：沁源長子朱胤楊，號敏庵，弘治六年（1493年）三月賜名[7]，嘉靖二十五年（1546年）追封為沁源悼和王[2]，妻栗氏，亦追封王妃[8]
  - 嫡長子：沁源長孫→沁源康裕王朱恬煒
- 嫡次子：輔國將軍→鎮國將軍朱胤樔（1492年11月24日—1544年8月12日），號東谿，弘治七年（1494年）賜名[9]，正德元年（1506年）受封輔國將軍，正德十二年（1517年）晉封鎮國將軍。好吟詠，善圖畫，工楷隸草行書。他留心醫藥，嘉靖十七年（1538年）潞安府饑荒，施捨錢米，調配藥餌，救濟災民。他孝敬父母，與兄弟詩書相友，為其母陳氏墓誌蓋篆額，最終因其兄、父相繼去世，哀感成疾而亡。著有《東谿詩稿》《崇仁堂稿》《竹窗小稿》。其壙誌銘由李延康篆額，張邦彥撰，趙希夔書。妻李氏，封夫人。有子十一人，女一人[10]
  - 子：輔國將軍朱恬炯，配李氏，封夫人，繼配賈氏[10]
    - 子：朱珵堰[10]
    - 子：朱某[10]
    - 子：朱某[10]
    - 女：朱氏，幼[10]
    - 女：朱氏，幼[10]

  - 子：輔國將軍朱恬熥，配栗氏，封夫人[10]
    - 子：朱珵塤[10]
    - 子：朱珵堉[10]
    - 子：朱某[10]
    - 子：朱某[10]
    - 子：朱某[10]
    - 女：朱氏，幼[10]

  - 子：輔國將軍朱恬燑，配田氏，封夫人，繼配郭氏[10]
    - 子：朱某[10]
    - 子：朱某[10]
    - 子：朱某[10]
    - 女：朱氏，幼[10]

  - 子：輔國將軍朱恬燡，配苗氏，封夫人[10]
  - 子：輔國將軍朱恬爆[10]
  - 子：朱恬[10]
  - 子：朱恬𤇞[10]
  - 子：朱恬熲，早卒[10]
  - 子：朱恬炳，早卒[10]
  - 子：朱某，早夭未請名[10]
  - 子：朱某，早夭未請名[10]
  - 女：朱氏，幼[10]

## 評價
温良好樂，小心畏忌。